# 観音寺郵便局
観音寺郵便局
- （かんおんじゆうびんきょく） - 香川県観音寺市にある郵便局。本記事にて記述する。
- （かんのんじゆうびんきょく） - 山形県酒田市にある郵便局。局番号は85166。

観音寺郵便局（かんおんじゆうびんきょく）は香川県観音寺市にある郵便局。民営化前の分類では集配普通郵便局であった。

## 概要
住所：〒768-8799 香川県観音寺市観音寺町字白浜甲1087番地3

### 分室
分室はなし。過去に存在した分室は以下のとおり。
- 保険分室 - 1947年（昭和22年）に廃止。

## 沿革
- 1872年8月4日（明治5年7月1日） - 観音寺郵便取扱所として開設[1]。
- 1875年（明治8年）1月1日 - 観音寺郵便局（五等）となる。
- 1884年（明治17年） - 為替・貯金取扱を開始。
- 1893年（明治26年）1月21日 - 観音寺郵便電信局となる。
- 1903年（明治36年）4月1日 - 通信官署官制の施行に伴い観音寺郵便局となる。
- 1947年（昭和22年）5月26日 - 保険分室を廃止[2]。
- 1957年（昭和32年）4月1日 - 高室簡易郵便局の廃止に伴い、取扱事務を承継[3]。
- 1957年（昭和32年）12月1日 - 電話通話および和文電報受付事務の取扱を開始。
- 1959年（昭和34年）9月 - 局舎新築落成。
- 1987年（昭和62年）12月10日 - 常盤簡易郵便局の廃止に伴い、取扱事務を承継。
- 1991年（平成3年）10月1日 - 外国通貨の両替および旅行小切手の売買に関する業務取扱を開始。
- 2007年（平成19年）10月1日 - 民営化に伴い、併設された郵便事業観音寺支店に一部業務を移管。
- 2012年（平成24年）10月1日 - 日本郵便株式会社発足に伴い、郵便事業観音寺支店を観音寺郵便局に統合。

## 取扱内容
- 郵便、印紙、ゆうパック、内容証明
- 貯金、為替、振替、振込、国際送金、外貨両替・トラベラーズチェック、国債、投資信託
- 生命保険、バイク自賠責保険、自動車保険、変額年金保険
- ゆうちょ銀行ATM
- 「768-00xx」区域（観音寺市（合併以前からの観音寺市域））の集配業務
- ゆうゆう窓口

## 周辺
- 観音寺市役所
- 香川県立観音寺総合高等学校
- 香川県立観音寺第一高等学校
- 観音寺市立観音寺南小学校
- 大平正芳記念館
- イオンタウン観音寺ショッピングセンター
- 財田川、一の谷川

## アクセス
- JR予讃線 観音寺駅から徒歩約6分
- 観音寺市コミュニティバス（のりあいバス） 駅通り停留所下車
- 高松自動車道 大野原ICから北へ約5km、さぬき豊中ICから南西へ約7km
- 駐車場あり：5台